# Завьялов, Григорий Григорьевич
Григорий Григорьевич Завьялов (1915—1999) — машинист паровозного депо станции Верещагино.

## Биография
Родился в 1914 году на станции Верещагино, с 1942 года — город Пермской области, в рабочей семье. В 1934 году окончил школу железнодорожников. Работал в паровозном депо слесарем, кочегаром, помощником машиниста. После службы в армии вернулся домой.
В 1942 году стал машинистом, потом старшим машинистом. Трудился всю войну. Паровозная бригада Завьялова добилась рекордной для того времени экономии топлива, безотказно водила поезда.
После Победы напряжение в работе не спало. На участке был проложен второй путь, вырос грузопоток, а, следовательно, и нагрузки на машинистов возросли. Выступил одним из инициаторов вождения тяжеловесных поездов, соревнования за экономию топлива. Перевез сотни тысяч тонн сверхпланового груза. С 1946 по 1956 годы Завьялов работал машинистом-инструктором. Обучал вождению скоростных и тяжеловесных поездов молодых машинистов.
Указом Президиума Верховного Совета СССР от 1 августа 1959 года за выдающиеся успехи, достигнутые в развитии железнодорожного транспорта Завьялову Григорию Григорьевичу присвоено звание Героя Социалистического Труда с вручением ордена Ленина и Золотой медали «Серп и молот».
После перевода на электрическую тягу главного направления дороги Москва — Пермь в числе первых паровозников получил право управления электровозами. Водил электропоезда до 1970 года. В 1970 году вышел на пенсию.
Жил в городе Верещагино. Скончался в 1999 году.

## Награды
Награждён орденом Ленина, медалями.